# Frank Beltrán
Frank Beltrán Yepes (Cali, 30 de septiembre de 1963) es un actor de teatro, televisión y cine colombiano, Reconocido por sus papeles en Las muñecas de la mafia, Tres Caínes y El Zorro: la espada y la rosa.

## Biografía
Nació en Cali, Valle del Cauca, en 1963 y terminó el bachillerato en Bogotá. Tiene estudios universitarios en la Universidad Javeriana y formación de tres años como actor de método en la compañía "Espacio Privado" del director Juan Fischer. Comienza su carrera de actuación en el año 1981 en el mediometraje Pepos de Jorge Aldana. A lo largo de su prolífica carrera artística ha trabajado como actor en cine, teatro y televisión. Ha participado en producciones de reconocidos directores de cine colombianos como Luis Ospina, Rodrigo Triana y la directora de cine Camila Loboguerrero. 
En el teatro, ha participado en la adaptación hecha por el director de teatro colombiano Juan Fischer de la obra Salomé (Oscar Wilde), interpretando el papel de "un Capadocio". También participó en las obras Don Quijote de la compañía Títeres Andantes, Amaralina y Azulex del Grupo Arte Bravo y Loco7 del grupo de Muñecos y Tambores bajo la dirección artística de Federico Restrepo en el marco del Festival Iberoamericano de Teatro de Bogotá, entre otras. En el cine, ha participado en las películas Soñar no cuesta nada, Sanandresito y Buscando a Miguel, entre otras. Es protagonista del videoclip "El Débil" de la grupo de música bogotano W.Y.K., cuyo proyecto fue premiado y auspiciado por el Instituto Distrital de Artes de Bogotá (IDARTES).

## Carrera

### Largometrajes
- María Cano (1988)
- Juegos prohíbidos (1991)
- Soplo de vida (1999)
- Buscando a Miguel (2005)
- Soñar no cuesta nada (2006)
- La Mordida. Maria Paulina Ponce de León (2006)
- Esto no tiene nombre. Jorge Aldana (2007)
- Nochebuena (2008)
- Sanandresito (2011)
- La venda. Los niños films (2014)
- Empeliculados (2016)

### Mediometrajes
- Pepos. Jorge Aldana. FOCINE. Mafia Film. Premio Catalina de Oro a mejor mediometraje (1981)
- La fiesta. Mario Burbano. Protagonista. Producción Escuela de Cine de Berlin (1994)

### Cortometrajes
- En Arriendo. Jorge Hiller (2005)
- Ciudad Perdida. Sergio Garcia, Diego Forero (2005)
- De Rolling por el Campus. Sebastián Ospina (2015)

### Series de televisión
- Don Chinche (1990)
- Candela (1995)
- Conjunto cerrado (1996-1997)
- Me llaman lolita (2000)
- Así es la vida (2007)
- Mesa para tres (2004)
- Septima puerta (2005)
- Casado con hijos (2005)
- Juegos prohibidos (2005)
- La saga, negocio de familia (2005)
- Sin tetas no hay paraíso (2006)
- El Zorro: la espada y la rosa (2007)
- La hija del mariachi (2007)
- Tu voz estéreo (2007)
- El Cartel (2008)
- Sin senos no hay paraíso (2008)
- El Capo (2009)
- Las muñecas de la mafia (2009)
- Los Victorinos (2009)
- Ojo por ojo (2010)
- Historias clasificadas (2012)
- Tres Caínes (2013)
- En la boca del lobo (2014)
- Las Hermanitas Calle (2015)
- El tesoro (2016)
- La niña (2016)
- Sobreviviendo a Escobar, alias JJ (2017)
- Loquito por ti (2018)